# بکائرت
بکائرت (به هلندی: Bekaert) شرکت صنعتی بلژیکی است، که دفتر مرکزی آن در شهر کورتریک قرار دارد. بخشی از سهام این شرکت در بازار بورس یورونکست بروکسل معامله می‌شود. 
حوزه اصلی فعالیت شرکت بکائرت تولید مواد اولیه موردنیاز در صنایع؛ خودروسازی، ساخت‌وساز، نساجی، کشاورزی و شیشه‌سازی می‌باشد.